# Lampranthus microsepalus
Lampranthus microsepalus är en isörtsväxtart som beskrevs av L. Bol. Lampranthus microsepalus ingår i släktet Lampranthus och familjen isörtsväxter. Inga underarter finns listade i Catalogue of Life.